# جامع الربيعي (القزازة)
جامع الربيعي أو جامع القزازة، وهو من مساجد العراق الكبيرة والقديمة، ويقع في منطقة زيونة، في جانب الرصافة من العاصمة بغداد، ولقد شيد من الطابوق، ويحتوي على حرم ومصلى مع باحة فناء وحديقة كبيرة، وتم افتتاحه عام 1386هـ/1967م، وبتمويل من أحد المتبرعين.
ويعتبر جامع الربيعي من مساجد بغداد الواسعة والكبيرة المساحة حيث تبلغ مساحته حوالي أربعة دونمات تقريباً أي حوالي 10000م2 ويستوعب 1200 مصلياً.

## محتويات المسجد
يحتوي المسجد بالإضافة إلى الحرم على منارة مئذنة عالية، وقبة كبيرة، ومنزل للإمام والخطيب ومصلى حرم للنساء، بالإضافة إلى قاعة لاقامة المناسبات الدينية ومجالس العزاء.
كما يحتوي المسجد على مكتبة كبيرة تضم أكثر من ثلاثة آلاف كتاب في مجالات مختلفة منها كتب الفقه، والتفسير، والحديث، والعقيدة، والاخلاق، والتاريخ، واللغة العربية، بالإضافة إلى دواوين الشعر، والمعاجم، وكتب المنطق والفلسفة وعلم النفس وغيرها من المصادر المفيدة للباحثين.

## إمام المسجد
كان أول من تعين بمنصب إمام المسجد فيه هو الشيخ الدكتور عبد الرحمن محمود المصري؛ وهو أول امام للمسجد منذ افتتاحه في عام 1967م وكان قبل ذلك قد عمل إماما وخطيبا للجامع الازهر في القاهرة في الفترة من عام 1960 لغاية عام 1964م، ومن قبل ذلك كان خطيبا لجامع محمد علي باشا بالقلعة للعامين 1959، 1960م، ولقد قدم إلى العراق مبعوثا من جامعة الأزهر برفقة كلا من الشيخ محمد سيد طنطاوي، والشيخ عبد الله شحاته، والشيخ محمود البرشومي، وظل الشيخ عبد الرحمن في بغداد وحصل على شهادة الدكتوراه في علوم الشريعة الإسلامية، وعمل مدرسًا في كلية الإمام الأعظم، ولهُ جهود علمية في مجال الدعوة وتفسير القرآن.
ولقد عين الشيخ عبد الرحمن المصري إماماً وخطيباً في جامع الربيعي منذ عام 1967م، في عهد الرئيس عبد الرحمن عارف، ولقد بقي فيهِ إلى أيامهِ الاخيرة قرابة خمسين عاماً، وهي أطول فترة زمنية لإمام وخطيب في إمامة مسجد بالعراق، حيث توفي يوم الأربعاء 7 ربيع الأول 1438/ 7 كانون الأول 2016.

## المهندس المشرف على بناءه
كان العقيد المهندس تحسين عبد القادر ممن سعى وأشرف على بناء المسجد منذ الاساس، وكذلك سعى ببناء بيت للإمام كما سعى في تعيين الشيخ عبد الرحمن محمود المصري ليشغل منصب الإمامة فيهِ منذ افتتاح المسجد إلى يوم وفاتهِ.

## تعرضه للتخريب
في يوم 23 شباط/ فبراير 2006م، هجم على الجامع من قبل المليشيات الطائفية بعد حادثة تفجير ضريح العسكريين في سامراء حيث تعرض الجامع إلى أعمال عنف وتخريب الحقت أضرارا مادية بالمسجد أدت إلى إغلاقهِ لفترة من الزمن ثم أفتتح وتقام فيهِ حالياً صلاة الجمعة والصلاة المكتوبة.

## المصلين الذين قتلوا في الطائفية
ومن المصلين الذين قتلوا خلال فترة الحرب الطائفية في العراق، وكانوا من رواد جامع الربيعي: كاظم جلوب الجبوري، وسعاد بهاء الدين، وعبد الهادي كاظم.